# Eldstrupig blomsterpickare
Eldstrupig blomsterpickare (Dicaeum luzoniense) är en fågelart i familjen blomsterpickare inom ordningen tättingar.

## Utseende och läte
Eldstrupig blomsterpickare är en mycket liten tätting. Hanen är mörkblå ovan och undertill ljust gräddvit, med en svart strimma som leder nerför buken från en lysande röd fläck på bröstet och nedre delen av strupen. Honan är mycket mer enfärgad, med olivbrun ovansida och ljusbeige undersida. Liknande dvärgblomsterpickare har en mer tväfärgad och smalare, mer nedåtböjd näbb. Bland lätena hörs ljusa och tunna "tsee'ee" eller korta och ljusa serier med liknande tonfall.

## Utbredning och systematik
Fågeln förekommer i Filippinerna och delas in i tre underarter med följande utbredning:
- D. l. luzoniense – norra och centrala Luzon
- D. l. bonga – Samar
- D. l. apo – Negros och Mindanao (bergen Malindang, Kitanglad, Hilong-Hilong, Apo och Bato)

Den förekommer även på Panay, med obestämd underart.
Tidigare kategoriserades den som del av orientblomsterpickare (Dicaeum ignipectus), men urskiljs sedan 2016 som egen art av Birdlife International och IUCN, sedan 2023 även av eBird/Clements och IOC.

## Levnadssätt
Eldstrupig blomsterpickare hittas i bergsskogar. Där födosöker den ofta vid blommande blommor i trädtaket.

## Status och hot
Arten har ett stort utbredningsområde, men tros minska i antal, dock inte tillräckligt kraftigt för att den ska betraktas som hotad. Internationella naturvårdsunionen IUCN listar arten som livskraftig (LC).